# 南北投六堡聯庄戰役
南北投六堡聯庄戰役，戴潮春事件系列戰役之一，同治二年（1863年）農曆四月由彰化縣舉人陳肇興主導，彰化縣境內南北投六堡（北投堡、南投堡、武東堡、沙仔崙堡、沙連堡、集集堡）首領相約於該年四月二十八日起事，對抗歸附天地會戴潮春的村莊，鏖戰至同年十月冬，直到清廷派赴福建陸路提督林文察率勇返臺會師。

## 前哨戰
同治元年（1862年）年初，臺灣中部地區因朝廷有增稅的流言，地方懷有不滿而騷動頻起不斷:131，時任臺灣道道尹孔昭慈為了防堵民亂，命磺溪舉人陳肇興前往南投、北投一帶（今南投市與草屯鎮），偕邱位南（字石莊）、簡榮卿（字化成）、洪玉崑等人在草屯頭人林錫爵家中，商討聯庄佈防事宜。陳肇興乃漳州籍彰化縣人，在臺灣中部地區多處曾設帳講學，並擔任地方政府幕僚人員，其資歷被孔昭慈借重，故被派赴此一任務。
同治元年（1862年）三月間，中部大地主以戴潮春為首的天地會部眾與官軍首度交戰於大墩烏日庄，戴潮春事件正式爆發，同月三月二十日，彰化縣城陷落的消息傳出；陳肇興其時尚在草屯，為避難與家人陸續寄居許厝寮（今社頭鄉）、牛牯嶺（今名間鄉大庄村、田仔村一帶）農舍，期間曾與沙連舉人林鳳池聯手暗殺戴潮春未果，招來殺身之禍，只得逃往內山山區的集集堡（今集集鎮、水里鄉）窩藏。

## 過程

1925年的臺中州行政圖，含此次戰役發生地點，如南投縣西側鄉市鎮、彰化縣八卦山南段鄉市鎮等處。

同治二年（1863年），在陳肇興、邱位南（字石莊）、林鳳池三位舉人奔走之下，與許厝寮陳耀（山）及生員廖秉均、南投堡陳雲龍、吳聯輝，牛牯嶺頭人陳捷三與陳捷元兄弟（今名間鄉）、北投堡簡榮卿與林錫爵、沙仔崙陳貞元（今田中鎮沙崙里）等六堡村莊建立盟約，同時在四月二十八日豎立白旗，共約起事響應官兵，與依附天地會紅旗的村莊為敵。

### 四月、五月戰事
集集頭人陳再裕（陳捷三、陳捷元長兄:854）在五城堡一帶（今魚池鄉與水里鄉）招兵買馬，屯兵力戰紅旗軍，紅軍陳永明、陳輝、黃目丁率眾殺入陳再裕集集宅邸，陳再裕妾室吳信娘，兒子陳番、陳天成、陳祥，婢女菊花以及莊丁總計28人被俘虜；陳再裕聞訊悲痛難當，孤軍深入敵營亟欲報仇，被紅軍俘虜，送至斗六門向戴潮春邀功，陳再裕不願投降戴潮春，仰藥自盡。
同一時期，生員廖秉均在水沙連辦局，當地與紅軍交戰，廖秉均戰敗被執，亦被押解至戴潮春身前，戴潮春喝令廖秉均下跪臣服，廖秉均當庭怒斥：「吾天朝秀才也，豈跪爾無賴賊哉！」嗣後遇害。
武東堡蕭金泉原同意加入六堡聯庄盟約，忽而反悔，率眾倒戈進攻許厝寮（今社頭鄉），許厝寮首領陳耀山力抗數日，奈何援兵不至，且紅軍乘著風勢縱火燒庄，陳耀山潰不成軍，陳耀山被刮面磔背而死，死狀悽慘。其他，沙仔崙陳貞元、水沙連陳上治（字熙朝）皆不敵紅軍，僅能倉皇逃脫，老家宅邸皆被紅軍所毀。又有林克柳驚悸而死、北投堡水道被紅軍截斷，致使五穀無法收成。

### 六月戰事
六月十六日至十八日，紅軍楊目丁征伐濁水溪一帶豎立白旗的村莊，當時陳捷三統領千名兵勇駐紮沙仔崙（今田中鎮），出面與楊目丁會戰，炮火四射，陳貞元率領沙仔崙本庄民兵馳援，卻仍無法逼退楊目丁，所幸陳上治帶水沙連兵勇從南面夾擊敵軍，紅軍楊目丁漸漸敗退，陳捷三乘勝追擊，生擒楊目丁，將楊目丁砍頭、剖開楊目丁心臟，以慰其兄長陳再裕在天之靈，此外楊目丁總計四十餘名手下皆被斬首。楊目丁雖陣亡，但紅軍勢力猶盤據南投諸庄。
六月廿一日，陳捷三偕南投堡陳雲龍率千人討剿南投，並聯絡南投鄉紳吳聯輝為內應，互通消息，斬殺紅軍85名，順利收復南投庄。陳捷三持續進攻北投，林錫爵出軍助陣，吳聯輝亦率兵會師，一時軍威大振，紅軍節節敗退，屯守施厝坪庄。
六月廿九日，紅軍駐紮施厝坪與牛牯嶺相去甚近，而牛牯嶺是陳捷三地盤，故陳捷三對施厝坪人地皆熟，夜間便派人放火偷襲，紅軍只得倉皇撤退，陳捷三順利攻克施厝坪，並與陳雲龍周遭巡邏，周遭村落同意順伏官軍。

### 七月戰事
七月廿二日，紅軍埔社首領集結兵勇，攻打集集，番仔寮陳雲龍接獲消息，並聯絡陳捷三率領五千餘勇支援集集，林鳳池率領沙連民勇助陣，紅軍潰敗，只得退守水社（今南投縣魚池鄉）。

### 八月戰事
八月間，天地會紅軍苦於南北投、水沙連一帶依附官軍，彰化縣城與斗六門之間消息難通，決議再度集結千人包圍集集，白軍依然由陳雲龍、陳捷三、林鳳池各率兵團解圍，大小役交戰逾十場，多為白軍勝出，嗣後紅軍俘虜，計兩百餘人被斬首，一時之間，溪水全被血水染紅。

### 零星戰事
北投堡林錫爵耗盡家財購買軍火，僅能自守；南投堡的番仔寮陳雲龍以及牛牯嶺陳捷三，與紅軍短兵相接逾十日，總算稍使敵軍後退。戰況雖艱鉅，武東山頂、沙仔崙、沙連、南投、北投等村庄尚能支撐，堅守至官軍（林文察軍隊）農曆十月抵達。

## 林文察抵臺
林文察為彰化縣阿罩霧豪族，手下民練團以驍勇善戰而聞名，「大曾」曾玉明擔任臺灣北路協副將時，曾在其麾下協助鎮壓小刀會。咸豐九年（1859年）奉時任閩浙總督王懿德命令，率領自家「臺勇」在福建省、浙江省一帶鎮壓太平天國動亂，立下多場汗馬功勞，同治元年（1862年）戴潮春在彰化縣倡亂時，林文察深感家中基業危難，多次上書希望返臺綏靖，卻久久未獲上級同意。:115-124
清廷起初對臺灣出身的林文察，返回後賦予調度大量兵馬之權甚有疑慮，但同治二年（1863年）七月底，時任閩浙總督左宗棠對清廷客軍（外地軍隊，指吳鴻源率領軍隊）鎮壓叛亂效率不彰，深感不耐，便決議向朝廷推薦「福寧鎮總兵」林文察回鄉平叛。此議依然招致福建承宣布政使司布政使張佑之和丁曰健的反對，但左宗棠與福建巡撫徐宗幹幾經商議，仍是下達此一人事命令，並為撫平雜音，以「避免加重負擔」為由，拔去林文察「福建水師提督」銜，讓林文察僅能以「福建陸路提督」身份來臺。:136-137
另一方面，也為了監視林文察據兵自重，左宗棠舉薦丁曰健接替六月因病卒於任的洪毓琛，出任臺灣道道尹；由林文察、丁曰健共分在臺灣的軍隊最高指揮權，林文察才得以率領 500 名親兵返回臺灣（林文察兵員先行，九月十日自泉州啟程前往臺灣，因從福建上書至北京需耗時四週，約在農曆十月初才正式得到同治皇帝的批准:124-128，在十月十四日抵達臺灣:283），嘉義縣麥寮港登岸（或曰臺南鹿耳門的安平港:283），繞道返回故鄉阿罩霧；由於林文察下屬多為貓羅堡人，沿途勸說及招募各處頭人、鄉勇，倒戈支持官軍，至同治三年（1864年）春，林文察已招募 5000 名志願兵，協助他反攻天地會。:136-137

## 評論
- 清末鄉紳吳德功在《戴施兩案紀略》中，以大篇幅詳述六堡聯庄力抗天地會部眾，完全不假官兵之力，戰功令人激賞之餘，也有效切斷彰化縣城（林日成）與斗六門（戴潮春），分居南北兩大反抗軍首領的聯繫，在官軍鎮壓戴潮春事件中，扮演至關重要的角色。[1]:854
- 《戴施兩案紀略》一書中，吳德功對六堡聯境戰役中，給陳捷三在數場血戰中表現予以高度評價：[8]

|  | 按六堡之樹白幟，牛牯嶺首當其衝。然地勢據山為固，以高擊下，勢如破竹，尤得陳捷三為人精細多謀，善撫壯士，而糧米充裕，故與賊惡戰數十陣而得保全義莊。甚矣！行軍者，以地勢為要也。按捷三即游擊捷元之兄。 |

- 林豪在《東瀛紀事》中析論戴潮春事件的戴逆起事，主要依靠漳州裔股首支持，與泉州裔、廣東客家裔的豪族形成對峙態勢，屬於「分類械鬥」；臺灣學者柯志明在《熟番與奸民》一書中提出不同的看法，柯志明以此次陳肇興主導的南北投六堡聯境戰役為例，響應陳肇興的反抗天地會悉數是漳州裔的村莊，所以認為戴潮春事件不單單是省籍原鄉之間的分類械鬥，「土豪爭鬥」毋寧說是更適切的說法。[1]:850-858

## 南北投聯庄列表
由陳肇興主導，在南北投六堡中分據的庄頭與地方頭人，茲列表格如下：
| 彰化縣堡里 | 對照今行政區                                                                                       | 聚落名稱 | 地方頭人          | 備註                     | 參考來源 |
| ---------- | -------------------------------------------------------------------------------------------------- | -------- | ----------------- | ------------------------ | -------- |
| 北投堡     | - 南投縣草屯鎮                                                                                     |          | - 簡榮卿 - 林錫爵 |                          | :854     |
| 南投堡     | - 南投縣南投市大部分地區 - 南投縣中寮鄉全部 - 南投縣名間鄉東北部                                   | 番仔寮   | - 陳雲龍          | 約在名間鄉東湖村         | :854     |
| 南投堡     | - 南投縣南投市大部分地區 - 南投縣中寮鄉全部 - 南投縣名間鄉東北部                                   | 南投庄   | - 吳聯輝          |                          | :854     |
| 南投堡     | - 南投縣南投市大部分地區 - 南投縣中寮鄉全部 - 南投縣名間鄉東北部                                   | 牛牯嶺   | - 陳捷三 - 陳捷元 | 約在名間鄉大庄、田仔庄   | :854     |
| 武東堡     | - 彰化縣員林市南部 - 彰化縣社頭鄉中東部 - 彰化縣田中鎮東部 - 南投縣名間鄉西部 - 南投縣南投市西端   | 許厝寮   | - 陳耀山          | 有時載作陳耀             | :854     |
| 武東堡     | - 彰化縣員林市南部 - 彰化縣社頭鄉中東部 - 彰化縣田中鎮東部 - 南投縣名間鄉西部 - 南投縣南投市西端   | - 蕭金泉 |                   |                          | :854     |
| 東螺東堡   | - 彰化縣二水鄉全部 - 彰化縣溪州鄉東部 - 彰化縣田中鎮西部 - 彰化縣田尾鄉中西部 - 彰化縣永靖鄉西南部 | 沙崙庄   | - 陳貞元          | 亦載沙仔崙堡             | :854     |
| 集集堡     | - 南投縣集集鎮東部 - 南投縣水里鄉中北部                                                            |          | - 陳再裕          | 陳捷三與陳捷元的長兄     | :854     |
| 沙連堡     | - 南投縣竹山鎮北部 - 南投縣鹿谷鄉全部 - 南投縣水里鄉西南部                                         | 初鄉庄   | - 林鳳池          | 可分成沙連上堡、沙連下堡 | :854     |

## 軼事
- 陳肇興、邱位南避居南北投堡，常為調度軍事出謀劃策，紅軍頗為忌憚，多次派刺客暗殺皆不得。邱位南（即邱石莊）某次與其他鄉紳議事，約莫傍晚之際告辭，在途中某棵大樹旁火光閃閃，邱位南立刻下令隨從搜索追捕，果真押下兩名大漢，皆藏利刃短槍在身，面對邱位南的質詢皆閉口不應。邱位南於是下令縛住兩人，巡村示眾，無人熟識，確定兩名大漢為刺客，便將兩人活埋於溪洲荒地之下。[3]